# Georg Karl Rexerodt
Georg Karl Rexerodt (* 20. März 1851 in Röhrda (Werra-Meißner-Kreis); † 9. Oktober 1928 in Kassel) war ein deutscher Gutsbesitzer und Unternehmer. Er war Mitgründer der Raiffeisen-Genossenschaften sowie Abgeordneter des Provinziallandtages der preußischen Provinz Hessen-Nassau.

## Leben

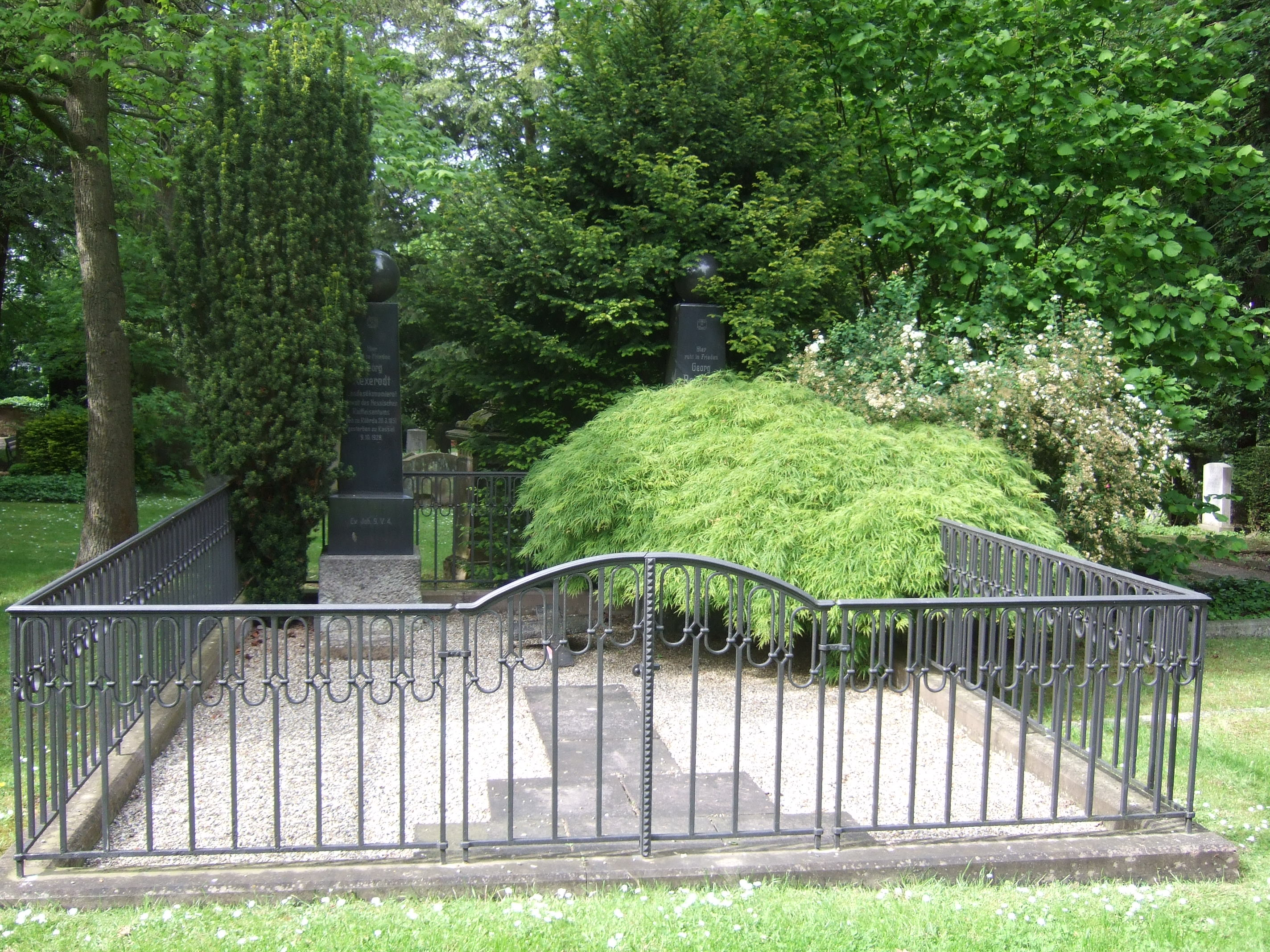
Ehrengrab von Georg Karl Rexerodt auf dem Friedhof Wehlheiden in Kassel

Georg Karl Rexerodt wurde als Sohn des Rittergutsbesitzers Georg Rexerodt und dessen Gemahlin Friederike Hupfeld geboren. Wegen eines Augenleidens musste er den Besuch des Realgymnasiums in Eisenach beenden, ging später in eine Landwirtschaftslehre auf einem Gutshof und besuchte das Polytechnikum Kassel und die landwirtschaftliche Hochschule in Halle. Praktische Erfahrungen sammelte er in Lehr- und Wanderjahren auf verschiedenen Gutsbetrieben. 1875 übernahm er das Rittergut seines Vaters und führte es bis zum Jahre 1893.
Rexerodt betätigte sich unternehmerisch, wurde Mitglied in der Raiffeisen-Genossenschaft und gründete in seinem Heimatort die Darlehnsbank. Die Raiffeisen-Genossenschaft im Kreis Eschwege machte ihn zum Unterverbandsdirektor und der hessische Verband ländlicher Genossenschaften nahm ihn als seinen Verbandsanwalt.
1894 zog er nach Kassel und gründete dort die Hessische Raiffeisen-Zentrale. Er war beteiligt an den Gründungen der Hessischen Kornhausgenossenschaft, des Raiffeisenbote, der Hessenbank, der Hessischen An- und Verkaufsgenossenschaft, des Raiffeisendanks und der Hessischen Siedlungsgenossenschaft zur Bekämpfung des Grundstückswuchers.
Von 1907 bis 1919 hatte er einen Sitz im Kurhessischen Kommunallandtag des Regierungsbezirks Kassel, aus dessen Mitte er zum Abgeordneten des Provinziallandtages der Provinz Hessen-Nassau bestimmt wurde.
Er erhielt ein Ehrengrab der Stadt Kassel auf dem Friedhof Wehlheiden.